# Anodonthyla rouxae
Anodonthyla rouxae е вид жаба от семейство Microhylidae. Видът е застрашен от изчезване.

## Разпространение
Разпространен е в Мадагаскар.